# Kelders (Leeuwarden)
De Kelders is een historische winkelstraat in het centrum van Leeuwarden en nabij de Waag. De naam is afgeleid van de aanwezige werfkelders langs de gracht, waar vroeger aan de Bierkade geloste goederen onder de openbare weg door naar de panden gebracht kon worden.
De straat aan de andere zijde van Keldersgracht heet Over de Kelders. De meeste woningen boven de op de kelders gevestigde winkels hebben hun ingang aan de achterzijde in de Poststraat. De lange, pijpvormige onderdoorgang voor de gracht richting noordoosten heet Korfmakerspijp. Aan de andere zijde splitst de gracht zich in tweeën, om door twee cirkelbogen van welfbrug De Brol naar de zuidelijk gelegen straten en gelijknamige grachten Naauw en Weaze te stromen.

## Bierkade 1
Een stenen trap tegenover Kelders 1 voert naar de lager gelegen Bierkade, waar een restaurant "Onder de Kelders" gehuisvest is sinds 2008.

## Kelders 1
Midden 19e eeuw werd in dit pand, op de hoek met Grote Hoogstraat, een paraplufabriek gevestigd door de uit Frankrijk afkomstige Jean Pierre Lienard en zijn vrouw Agathe Sophie Noël, die beide in Mouilly geboren waren. Later werden er ook regenschermen en wandelstokken verkocht.

## Kelders 21

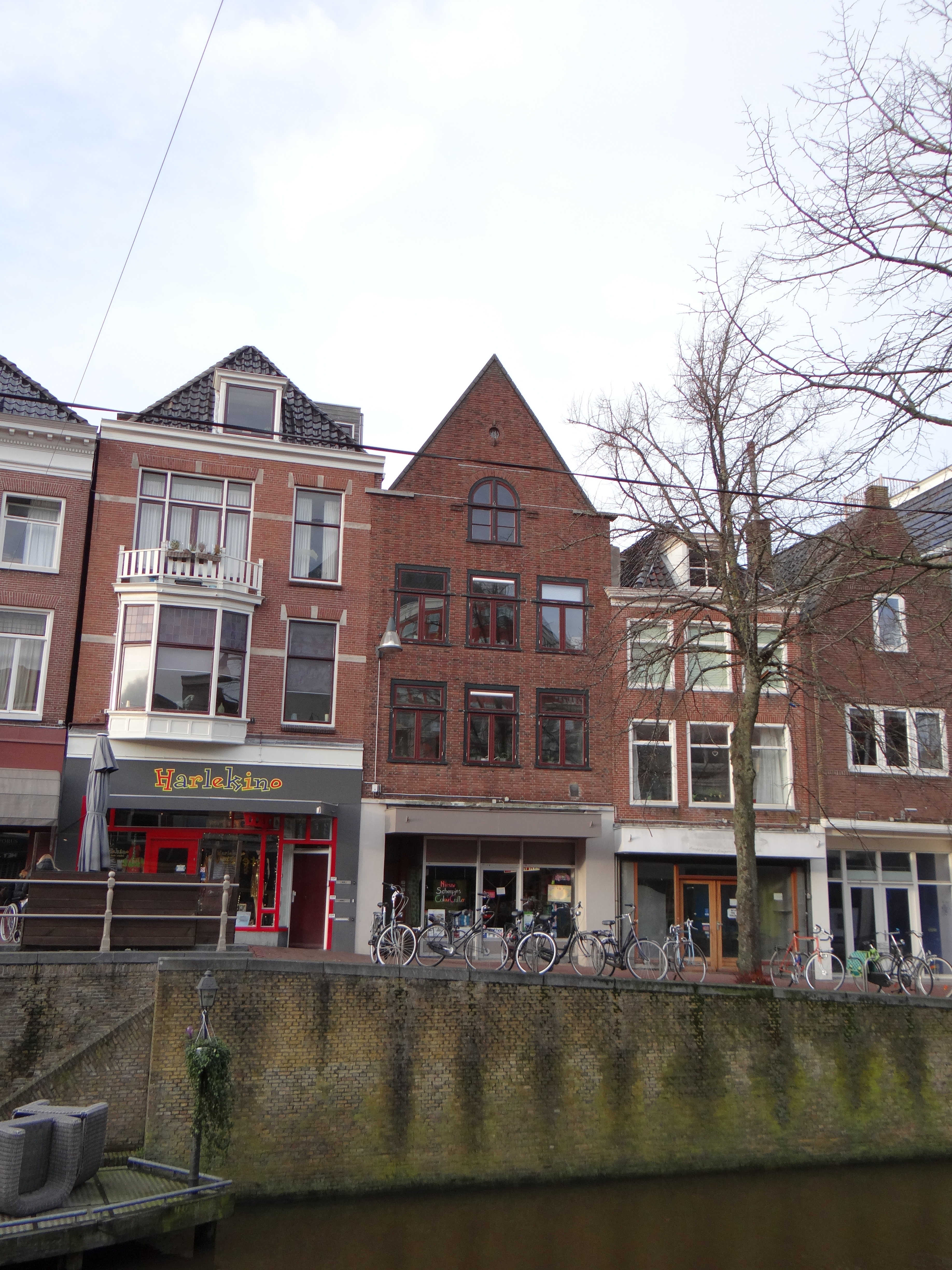

Dit winkelhuis is een gemeentelijk monument met nummer 0080/105 en omvat de nummers 21-21a-b en de achterliggende Poststraat 26.

## Kelders 29 en 31
Beide panden zijn zodanig getroffen door de brand van 19 oktober 2013 dat ze tot grond gesloopt moesten worden. Op deze plekken is nieuwbouw verrezen die begin 2016 te huur was.

## Kelders 33

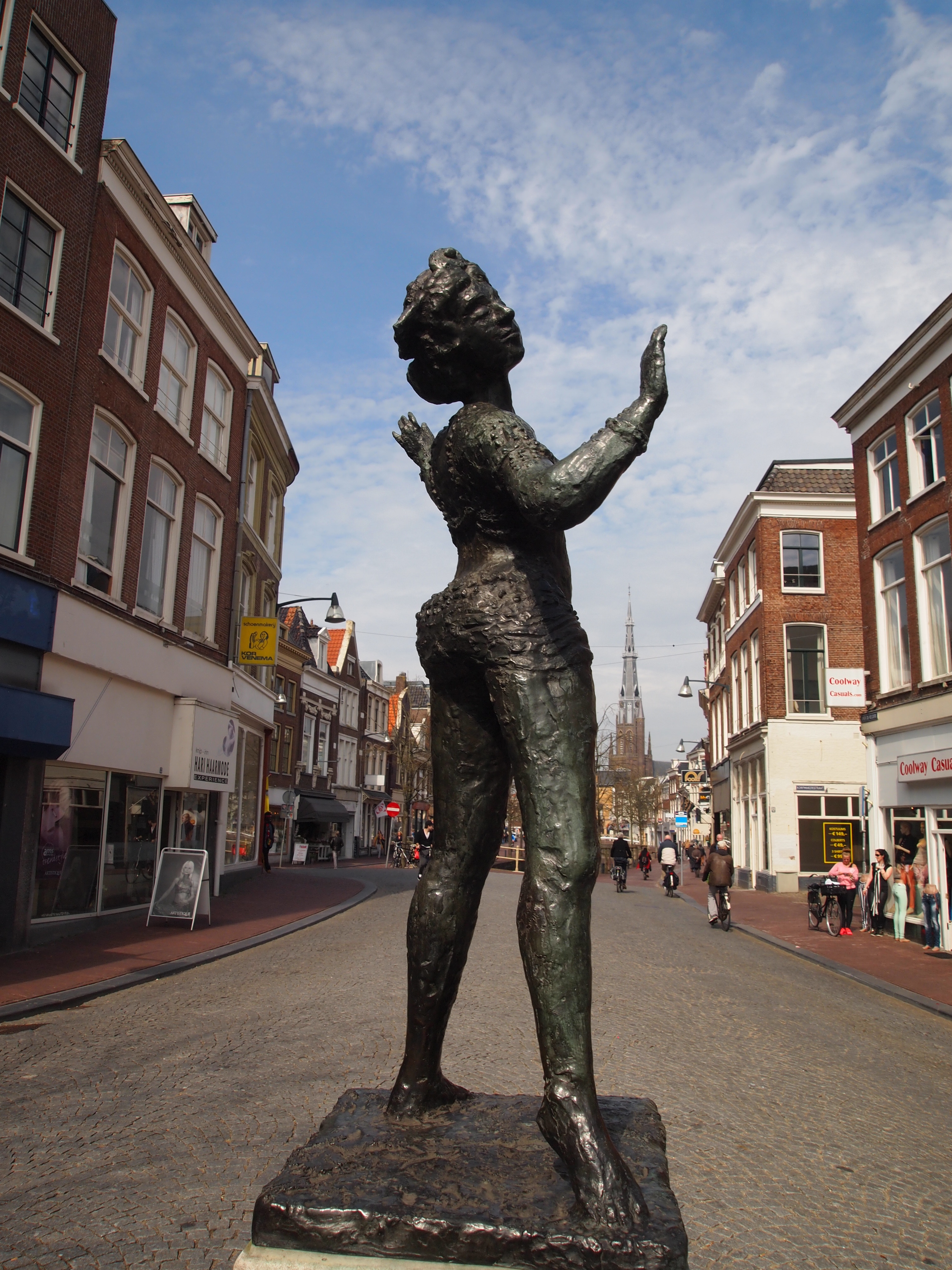

Het huis waar Margaretha Zelle (Mata Hari) in 1876 geboren werd, werd eveneens getroffen door de brand in oktober 2013. De metselwerkvoegen in de muur waren door de hitte dusdanig verzwakt dat sloop niet direct uitgesloten was. Eind 2014 publiceerde de eigenaar een nieuw ontwerp voor de winkelpui, begin 2016 stond deze nog in de steigers. Sinds de zomer van 2016 is het pand (van buiten) in volle glorie  hersteld.
Een eeuw na Zelle's geboorte is op de brug schuin tegenover haar ouderlijke huis een standbeeld geplaatst, van de hand van Suze Boschma-Berkhout.

## Kelders 35

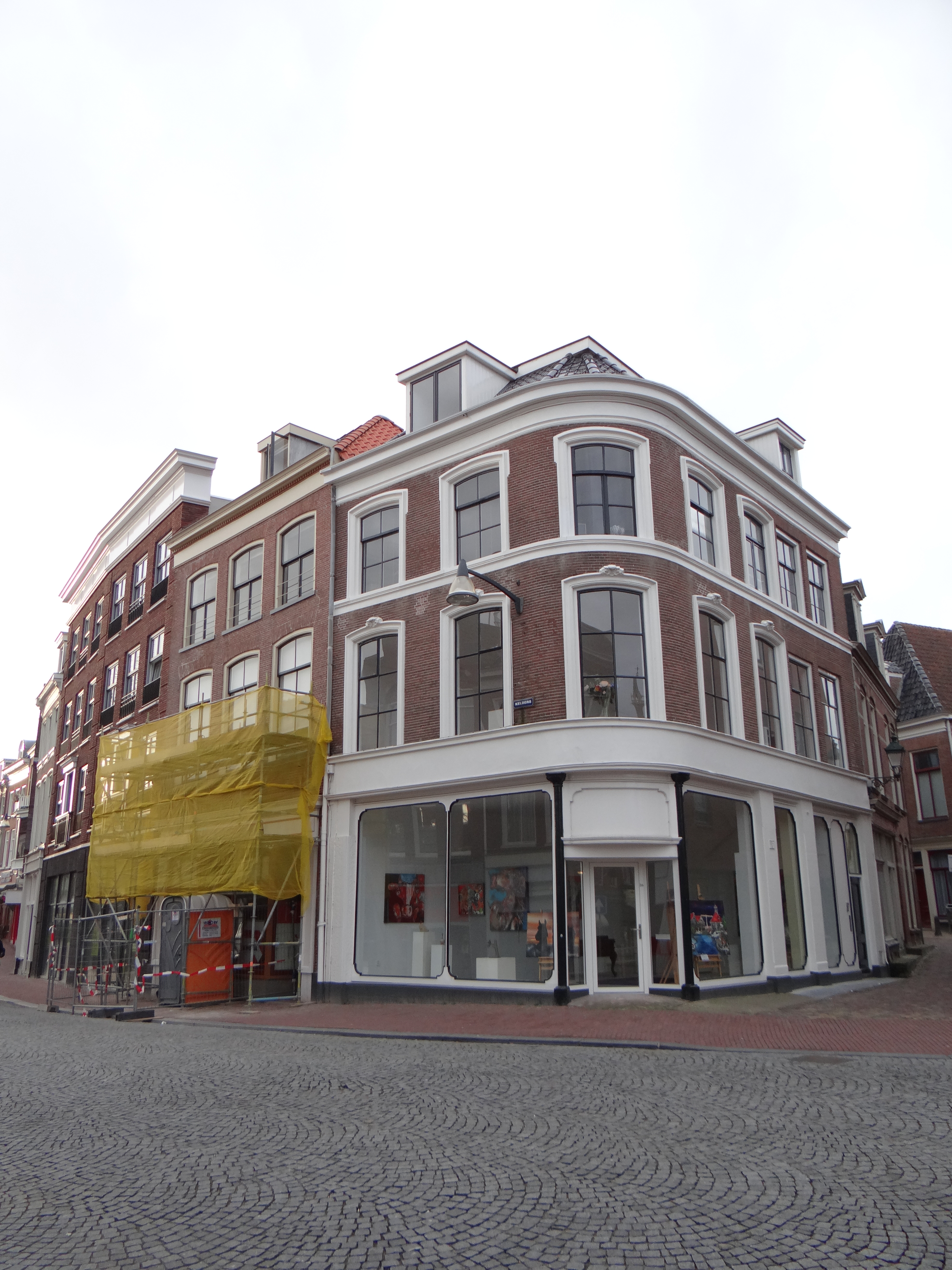

Het pand op de hoek, met de nummers 35 en 35a omvat zowel een winkelhuis als een achterhuis en is een gemeentelijke monument met nummer 0080/268.